# Joey Hughes
Joey Hughes (ur. 26 października 1990 w Long Beach) – amerykański lekkoatleta, sprinter.
Brązowy medalista mistrzostw NCAA w biegu na 400 metrów (2010). Wicemistrz USA w tej konkurencji w kategorii juniorów (2009).

## Osiągnięcia
| Rok  | Impreza                              | Miejsce       | Konkurencja        | Lokata     | Wynik   |
| ---- | ------------------------------------ | ------------- | ------------------ | ---------- | ------- |
| 2009 | Mistrzostwa panamerykańskie juniorów | Port-of-Spain | bieg na 400 m      | 4. miejsce | 47,29   |
| 2009 | Mistrzostwa panamerykańskie juniorów | Port-of-Spain | Sztafeta 4 x 400 m | 1. miejsce | 3:03,25 |
| 2010 | Młodzieżowe mistrzostwa NACAC        | Miramar       | bieg na 400 m      | 2. miejsce | 45,79   |
| 2010 | Młodzieżowe mistrzostwa NACAC        | Miramar       | Sztafeta 4 x 400 m | 1. miejsce | 2:58,83 |

## Rekordy życiowe
- bieg na 400 metrów – 45,05 (2011)